# Kayokwe (vattendrag)
Kayokwe är ett vattendrag i Burundi.   Det ligger i provinsen Mwaro, i den centrala delen av landet, 50 kilometer öster om huvudstaden Bujumbura.
Omgivningarna runt Kayokwe är en mosaik av jordbruksmark och naturlig växtlighet. Runt Kayokwe är det tätbefolkat, med 319 invånare per kvadratkilometer.